# Ď
Ď, ď — літера чеської та словацької абеток. Утворена додаванням гачека до літери D, в алфавіті йде відразу за D. Позначає звук /ɟ/ (дзвінкий твердопіднебінний проривний). Також літера використовувалася у полабській мові.

## Кодування
| Графема | HTML   | Юнікод |
| ------- | ------ | ------ |
| Ď       | &#270; | U+010E |
| ď       | &#271; | U+010F |